# バターミルク水路

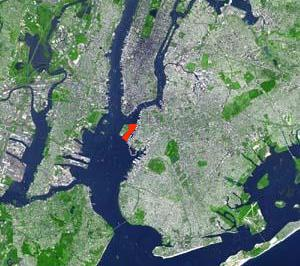
アッパー・ニューヨーク湾内におけるバターミルク水路の位置（赤）。

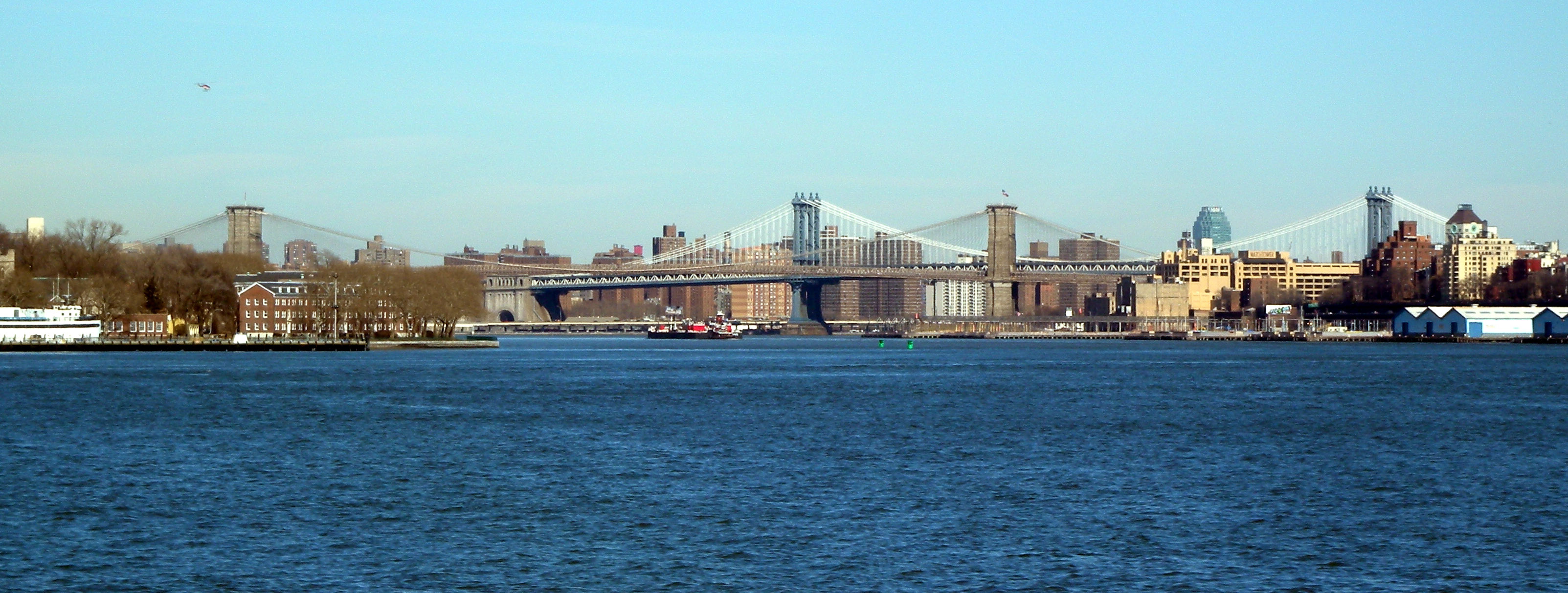
水路の見通し。北向きに撮影。

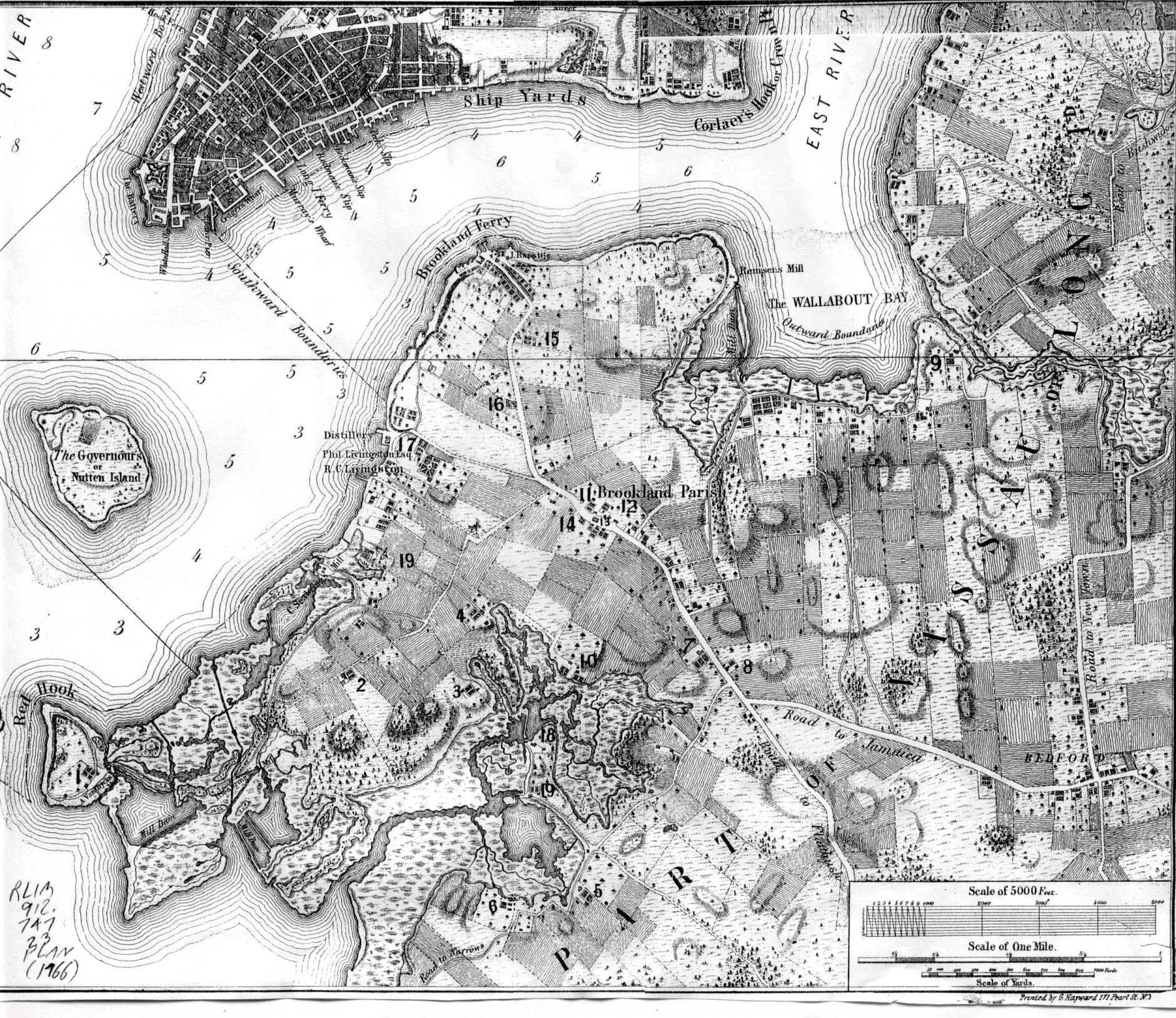
1766年の地図に描かれたバターミルク水路。深さ4 ft、幅800m。

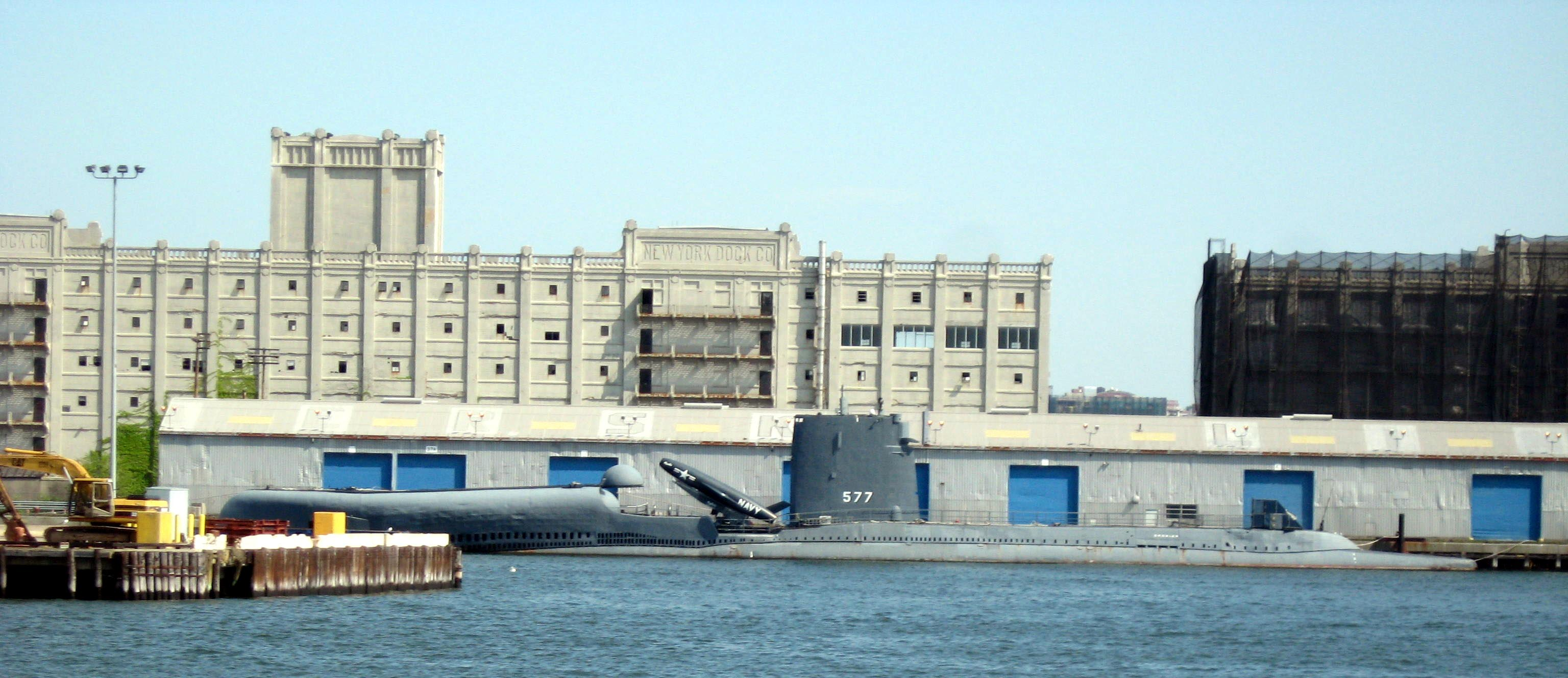
ブルックリン区レッド・フック (Red Hook, Brooklyn) 側の、アトランティック泊渠 。

バターミルク水路（バターミルクすいろ、Buttermilk Channel）は、アッパー・ニューヨーク湾内でガバナーズ島とブルックリン区を隔て、潮流が通る、長さおよそ1.6km、幅およそ0.4kmの小さな海峡。
地名の起源は定かではないが、かつて酪農家たちがマンハッタンの市場で牛乳を売るために水路を船で渡っていたことに由来するものとされている。一説には、この水路が荒れて、運んでいた牛乳が撹拌されてしまい、マンハッタンに着く頃にはバター状になってしまったことから水路にこの名がついたのだともいわれている。別の伝承によると、貨物船を通すためにこの水路が浚渫される以前には、干潮時に雌牛が水路の浅瀬を歩いて渡り、ガバナーズ島で草を食んでいたとされる。ブルックリンの歴史についての新聞への寄稿の中でウォルト・ホイットマンは、「独立戦争のころまで、ブルックリン側から牛の群れを追って、現在のバターミルク水路のところをガバナーズ島へ渡らせることがあった」と記していた。火山の冬となった1817年、すなわち「夏のない年」（1816年）に続いた火山の冬には、気温が −26 °F (−32 °C) まで下がり、アッパー・ニューヨーク湾の水面が分厚く氷結して、馬ぞりが水路を横切って、ガバナーズ島へと渡ることができた。
ブルックリン側では、近代的な都市開発は、乾ドックを備えたアトランティック泊渠 (Atlantic Basin) やエリー泊渠 (Erie Basin) が操業し始めた1840年代から始まった。前者は、現在のレッド・フック・コンテナ港 (Red Hook Container Port) やブルックリン・クルーズ・ターミナル (Brooklyn Cruise Terminal) であり、後者はイケアの店舗の敷地となっている。
1902年、この水路はアメリカ陸軍工兵隊によって大々的に浚渫された。現在、海図に記載された水深は35 - 40フィート (11 - 12 m)であり、バターミルク水路は今でも交通量が多く、ブルックリン側のウォーターフロントへの最も便利なアクセスを提供している。
20世紀末まで、この水路を最も頻繁に使用していたのは、ガバナーズ島に地域の指令部を置いていたアメリカ沿岸警備隊であった。
この水路には、数多くの航行補助装置が設けられており、水路の北東側の入口には緑色標識5号と7号があり、ガバナーズ島の端に近い浅瀬には緑色標識1号が配置されている。この水路を流れる潮流は、かなり強い。